# Fruitadens haagarorum
Fruitadens haagarorum (Fruitadens, "dent de Fruita") és un gènere representat per una única espècie de dinosaure ornitisqui heterodontosàurid, que va viure a la fi del període Juràssic, fa aproximadament 150 milions d'anys durant el Titonià, en el que és avui Amèrica del Nord.